# Bolitoglossa conanti
Bolitoglossa conanti е вид земноводно от семейство Plethodontidae. Видът е застрашен от изчезване.

## Разпространение
Разпространен е в Гватемала и Хондурас.